# King Khalid Military City

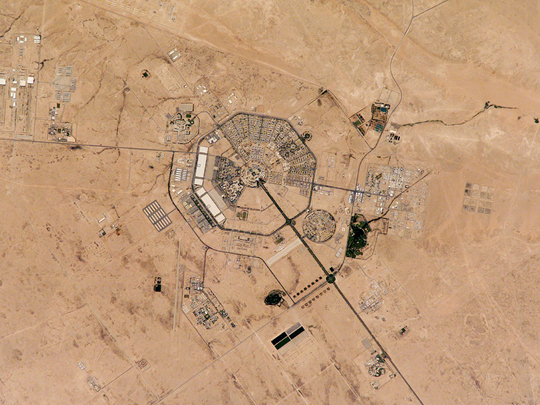
Satellitenaufnahme von King Khalid Military City

King Khalid Military City (abgekürzt KKMC; arabisch مدينة الملك خالد العسكرية, DMG Madīnat al-Malik Ḫālid al-ʿAskarīya) ist eine Militärstadt in Saudi-Arabien.
Die Planung der Stadt begann 1974, der Abschluss des Baus erfolgte im Jahre 1987. Im November 1984 beschlossen die Staatsoberhäupter des Golf-Kooperationsrats (GKR) die Bildung einer schnellen Einsatztruppe „Peninsula Shield“ (Dara′ Al-Jazirah). Diese Truppe wurde aus Truppenteilen aller Mitgliedsstaaten gebildet. Sie besteht aus ca. 10.000 Soldaten und ist in King Khalid Military City stationiert.